# 1943 au Québec
Cet article traite des événements survenus en 1943 au Québec. 

## Événements

### Janvier
- 27 janvier : le Bloc populaire tient sa première assemblée publique au marché Saint-Jacques à Montréal. Parmi les orateurs, se trouvent André Laurendeau, Maxime Raymond, Paul Gouin, Philippe Hamel et René Chaloult[1].

### Février
- 23 février : ouverture de la quatrième session de la 21e législature. Les mesures annoncées sont l'instruction obligatoire pour les jeunes de 6 à 14 ans, l'étatisation de l'électricité dans la région de l'Outaouais et la création d'un Conseil d'orientation économique[2].

### Mars
- 1er mars : le Conservatoire de musique de Montréal inaugure ses premiers cours. Wilfrid Pelletier en est le directeur[3].
- 16 mars : le gouvernement fédéral annonce son projet d'établir une assurance-santé obligatoire au Canada[4].
- 31 mars : adoption de la loi retournant la juridiction des pêcheries des Îles de la Madeleine au gouvernement du Québec[5].

### Avril
- 1er avril :  Oscar Drouin devient le premier titulaire du ministère de l'Insdustrie et du Commerce[6].
- 19 avril : le Québécois Gérard Côté remporte pour la deuxième fois le marathon de Boston[7].

### Mai
- 16 mai : un incendie détruit la moitié du village de Hébertville dans la région du Lac Saint-Jean[8].
- 26 mai : l'Assemblée législative adopte la loi sur l'instruction obligatoire pour les enfants de 6 à 14 ans[9].

### Juin
- 3 juin : inauguration du bâtiment de l'Université de Montréal sur le Mont Royal[10].
- 18 juin : le communiste Fred Rose annonce sa candidature à l'élection partielle fédérale de Montréal-Cartier, qui doit avoir lieu le 9 août prochain[11].
- 23 juin : 
  - l'Assemblée législative adopte la loi créant la Raffinerie de sucre du Québec à Mont-Saint-Hilaire. Son premier objectif est le développement de la production de la betterave dans la Montérégie[12].
  - le premier ministre Adélard Godbout crée le premier Conseil d'orientation économique de l'histoire du Québec[13].

### Juillet
- 8 juillet : le Bloc populaire annonce qu'il fera campagne dans l'élection partielle de Stanstead. Son candidat est l'agriculteur Joseph-Armand Choquette[14].
- 10 juillet : les troupes canadiennes participent au débarquement allié en Sicile[15].

### Août
- 9 août : le communiste Fred Rose remporte l'élection partielle de Montréal-Cartier. Le bloquiste Joseph-Armand Choquette remporte celle de Stanstead[16].
- 11 août : Adélard Godbout accueille Mackenzie King et Winston Churchill à l'Assemblée législative[2].
- 18 au 24 août : la conférence de Québec entre Franklin Delano Roosevelt et Winston Churchill a lieu au Château Frontenac et à la citadelle de Québec. La discussion porte surtout sur l'ouverture d'un second front en Europe[17].
- 19 août : Ottawa annonce que la campagne de Sicile a coûté 385 morts, 1200 blessés et 310 disparus au Canada[18].

### Septembre
- 30 septembre : inauguration du nouvel immeuble de l'Hôpital Saint-Michel-Archange. L'ancien bâtiment avait été rasé par un incendie en 1939[19].

### Octobre
- 8 octobre : Adélard Godbout annonce la prochaine nationalisation de la Montreal Light, Heat and Power, qui s'occupe de gérer et de distribuer l'électricité dans la région de Montréal[20].
- 9 octobre : Maxime Raymond fait connaître le programme électoral du Bloc populaire: le Canada obtiendra un drapeau national distinct, les appels au Conseil privé de Londres seront supprimés, le Canada restera un pays neutre lorsque ses intérêts ne seront pas en péril[21].
- 16 octobre : en désaccord avec certaines positions de Maxime Raymond, Philippe Hamel, Paul Gouin et René Chaloult quittent le Bloc populaire[22].

### Novembre
- 29 novembre : Jean Drapeau poursuit Fred Rose pour diffamation. Le député communiste l'a accusé d'être "un agent actif du fascisme au Canada" dans une brochure[23].

### Décembre
- 13 décembre : les policiers et les pompiers de Montréal se mettent en grève. Ils demandent la reconnaissance syndicale ainsi qu'une augmentation substantielle de leurs salaires. Deux jours plus tard, la ville de Montréal accède à leurs demandes[24].

## Naissances
- Jimmy Bond (chanteur)
- Louis Roquet (haut-fonctionnaire) († 24 février 2023)
- Odette Gagnon (actrice)  († 9 juillet 2024)
- Pierre Boucher  (administrateur public) († 9 juin 2025)
- Réjean Paul (juge) († 10 janvier 2015)
- 14 janvier - Ralph Steinman (Prix Nobel de médecine 2011) († 30 septembre 2011)
- 31 janvier - Jean-Paul Bordeleau (homme politique) († 29 janvier 2022)
- 6 février - Gilles Brown (chanteur) († 6 février 2016)
- 7 février - Sylvain Lelièvre (chanteur et compositeur) († 30 avril 2002)
- 16 février - Bruno Roy (écrivain, essayiste et professeur) († 6 janvier 2010)
- 31 mars - Gilbert Normand (homme politique) 1er janvier 2025)
- 14 mai - Gaston L'Heureux (animateur de télévision et acteur) († 9 janvier 2011)
- 15 mai - Paul Bégin (homme politique)
- 20 mai - Robert La Haye (avocat criminaliste) († 6 août 2019)
- 5 juin - Marcel Bélanger (poète) († mai 2010)
- 6 juin - Jean-Claude Lord (réalisateur, scénariste, monteur et producteur) († 15 janvier 2022)
- 1er juillet - François Dompierre (compositeur)
- 10 juillet - Michel Robidoux (compositeur) († 31 octobre 2021)
- 31 juillet
  - Ryan Larkin (réalisateur) († 14 février 2007)
  - Louis Plamondon (homme politique)
- 10 août - Louise Forestier (chanteuse)
- 16 août - Winston McQuade (journaliste et animateur)
- 18 août - Gil Courtemanche (écrivain et journaliste) († 19 août 2011)
- 19 août - Serge Champagne (avocat et homme politique) († 23 avril 1984)
- 10 septembre - Christine Olivier (actrice) († 17 mai 2025)
- 11 septembre - Raymond Villeneuve (militant du FLQ)
- 13 septembre - Lisette Lapointe (femme politique)
- 19 septembre - Michel Bourdon (homme politique) († 29 mai 2004)
- 22 septembre - Maurice Baril (militaire et général)
- 1er octobre - Angèle Arsenault (chanteuse) († 25 février 2014)
- 16 octobre - Paul Rose (membre du Front de libération du Québec) († 14 mars 2013)
- 29 octobre - Jean-Guy Moreau (humoriste) († 1er mai 2012)
- 10 novembre - Corinne Côté-Lévesque (enseignante et femme de René Lévesque) († 19 octobre 2005)
- 13 novembre - André-Gilles Fortin (ancien chef du Parti Crédit social du Canada) († 24 juin 1977)
- 14 novembre - Alpha Boucher (acteur) († 12 décembre 2020)
- 22 novembre - Yvan Cournoyer (joueur de hockey)
- 27 novembre - Nicole Brossard (écrivaine et féministe)
- 1er décembre - Marcel Fabien Raymond (poète et éditeur) († 20 mars 2012)
- 9 décembre - Pit Martin (joueur de hockey) († 30 novembre 2008)
- 21 décembre - André Arthur (animateur de radio et de télévision) († 8 mai 2022)
- 26 décembre - Gérard Bouchard (écrivain et sociologue)

## Décès
- 13 février - Cléophas Bastien (homme politique) (º 1er septembre 1892)
- 24 juin - Camille Roy (critique littéraire) (º 22 octobre 1870)
- 12 juillet - Joseph Boutin Bourassa (homme politique) (º 13 novembre 1853)
- 9 octobre - Jean-Baptiste-Arthur Allaire (religieux et historien) (º 22 juillet 1866)
- 29 octobre - Henri-Edgar Lavigueur (ancien maire de Québec) (º 16 février 1867)
- 8 décembre - Julien Daoust (acteur et metteur en scène) (º 19 juillet 1866)

### Articles généraux
- Chronologie de l'histoire du Québec (1931 à 1959)
- L'année 1943 dans le monde
- 1943 au Canada

### Articles portant sur l'année 1943 au Québec
- Conférence de Québec (1943)
- Gouvernement Adélard Godbout (2)